# جورج بلکبرن (بازیکن فوتبال، زاده ۱۸۸۸)
جورج بلکبرن (انگلیسی: George Blackburn؛ زادهٔ ۱۸۸۸) بازیکن فوتبال اهل بریتانیا است.
از باشگاه‌هایی که در آن بازی کرده‌است می‌توان به باشگاه فوتبال هادرزفیلد تاون و باشگاه فوتبال برافورد پارک آونیو اشاره کرد.